# رزاح بن ربيعة العذري
رزاح بن ربيعة بن حرام العذري (نحو 410م - 500م): شاعر وفارس جاهلي، من السادة الجرارين،وقد ذكره ابن حبيب في جملة الجرارين، أي: الذين قادوا ألفًا من المقاتلين.وكان مطاعًا شريفًا في قومه، وهو أول من اجتمعت عليه قضاعة، ويذكر الأخباريون أن قضاعة لم تجمع على إطاعة رئيس إلا رزاح وزهير بن جناب الكلبي، وفي ذلك قال محمد بن السائب الكلبي: « رزاح بن ربيعة بن حرام بن ضنة بن عبد بن كبير بن عذرة بن سعد بن زيد، وهو أخو قصى بن كلاب لامه، ولم تجتمع قضاعة على أحد غيره، وغير زهير بن جناب الكلبي».وهو الأخ الأصغر لقصي بن كلاب، وأمهما فاطمة بن سعد الأزدية، وفي ذلك قال محمد بن حبيب البغدادي:«فاطمة بنت سعد بن سَيَل وهو خير بن حمالة، من الأزد، ولدت: (قصيا) سيد مضر غير مدافع، و (زهرة) ابني كلاب. و(رزاحا وحُنًّا) ابني ربيعة بن حرام بن ضنة بن عبد بن كبير بن عذرة ابن سعد. وكانا سيدي قضاعة، واجتمعت قضاعة على رزاح بن ربيعة».
وهو الذي نصر قُصياً على خزاعة وبني بكر بن عبد مناة بن كنانة حتى أخرجهم من مكة. وكان قُصيٌّ استنصرهُ، فأتاه فيمن تبعه من قُضاعة، وفي ذلك حدث الواقدي وهشام الكلبي وابن إسحاق وابن جريج - يزيد أحدهما على صاحبه - قالوا:: «لما هلك حليل بن حبشية وانتشر ولد قصي وكثر ماله وعظم شرفه رأى أنه أولى بالبيت وأمر مكة من خزاعة وبني بكر، وأن قريشا فرعة إسماعيل بن إبراهيم وصريح ولده، فكلم رجالا من قريش وبني كنانة ودعاهم إلى إخراج خزاعة وبني بكر من مكة وقال: نحن أولى بهذا منهم، فأجابوه إلى ذلك وتابعوه، وكتب قصي إلى أخيه ابن أمه رزاح بن ربيعة بن حرام العذري يدعوه إلى نصرته، فخرج رزاح، وخرج معه إخوته لأبيه حن ومحمود وجلهمة فيمن تبعه من قضاعة حتى قدموا مكة». وصل رزاح العذري مكة، ومعه قومه من بني عذرة من قضاعة؛ فغلبت قضاعة وبنو النضر خزاعة، وزال ملكهم عن مكة، وصار الأمر إلى قصي وقريش، وذلك نحو سنة 470 ميلادي. ويقال: لم تحتاج قريش إلى قتال خزاعة، فكانوا قلة دون شوكة تمكنهم من صد عذرة وقريش، وفي ذلك قال البلاذري: « قصيا لم يحتج إلى محاربة خزاعة، لأن رزاحا لما ورد مكة، أذعنت لقصي وهابت حربه، وخرجت عن مكة، فدخله».
فلما رجع رزاح من غزوة خزاعة وتوليته أخاه لأمه قصي بن كلاب على مكة، وهو يومها شيخًا مطاعاً في قضاعة، وكان قومه بني سعد بن زيد لها العدد والقوة والعز والثروة، فلما وقعت البغضاء بين رازح بن ربيعة وبين حوتكة بن أسلم بن إلحاف بن قضاعة، وبين نهد بن زيد ابن أسلم بن إلحاف بن قضاعة، فقاتلهم، وأجلاهم من بلادهم، فلحقوا باليمن. فقال زهير بن جناب الكلبي يعاتبه على فعله ذلك ببني عمومته:
كما أخرج رزاح بني رِفَاعة بن عُذْرة من جملة بلاد بني عذرة، فلحقوا ببني يشكر بن بكر بن وائل، وهم رهط عبد السلام بن هاشم الذي خرج أيام المهدي العباسي، فوجه إليه عبد ربه، وهم ينتسبون في بني يشكر، فيقولون: رفاعة بن ثعلبة بن حبيب بن كعب بن يشكر بن بكر بن وائل.

## النسب
- هو: رزاح ربيعة بن حرام بن ضنة بن عبد بن كبير بن عذرة بن سعد هذيم بن زيد بن ليث بن سود بن أسلم بن ألحاف بن قضاعة بن معد بن عدنان. ويقال بني عذرة من قضاعة حمير.
- أمه: فاطمة بنت سعد بن سيل بن حمالة بن عوف بن غنم بن عامر بن عمرو بن جعثمة بن يشكر بن مبشر بن صعب بن نصر بن زهران، من الأزد.[16]
- أخيه: زهرة بن كلاب أخيه الأكبر، وهو الجد الثاني لأم النبي آمنة بنت وهب بن عبد مناف بن زهرة.
- أخيه: قصي بن كلاب وهو الجد الرابع للنبي محمد بن عبد الله بن عبد المطلب بن هاشم بن عبد مناف بن قصي.
- أخيه: حن بن ربيعة (نحو 412م - 480م): أخي رزاح بن ربيعة لأبيه وأمه، وهو من سادات قضاعة في زمنه،[17] وهو الجد الخامس للشاعر الشهير جميل بثينة (22 هـ - 82 هـ)، وكذلك هو الجد الخامس لبثينة بنت حيان معشوقة جميل.[18]

ولرزاح أيضا خمسة من الأخوة غير الأشقاء، هم: محمود وجلهمة وحسَّان وهلالُ ونهيكٌ؛ وهم أخوته لأبيه ربيعة بن حرام العذري.